# فرانك جوزيف كولمان
فرانك جوزيف كولمان (بالإنجليزية: Frank Joseph Coleman)‏ هو محامي وقاضي أمريكي، ولد في 24 مارس 1886، وتوفي في 14 مارس 1934.